# Roger Cardinal
Roger Cardinal, né en 1940 et mort en 2017, est un réalisateur, scénariste et producteur québécois.

## Biographie
Roger Cardinal travaille en français ou en anglais dans tous les genres de productions mais particulièrement le dramatique. Il a réalisé plus de 200 messages publicitaires, 50 documentaires, 25 courts métrages, 5 téléséries haut-de-gamme et 8 longs métrages.
Sa filmographie comprend 16 reconnaissances internationales, en plus d'avoir été en nomination aux Prix Génie comme meilleur réalisateur au Canada pour son film Malarek. De plus, il est souvent invité à donner des ateliers.
Cardinal travaille à la réalisation d'un nouveau film tourné en Inde et en Italie intitulé Doubting Thomas.

## Filmographie
Comme réalisateur
- 1970 : El Assifa
- 1971 : Après-ski
- 1972 : L'Apparition
- 1982 : Au boulot Galarneau
- 1988 : You've Come a Long Way, Ladies (TV)
- 1989 : Malarek (en)
- 1991 : Dracula, Live from Transylvania (TV)
- 1991 : A Christmas Story at the Vatican
- 1991 : Urban Angel (série télévisée)
- 1993 : Au nom du père et du fils (série télévisée)
- 1994 : René Lévesque (série télévisée)
- 1997 : The Lost Daughter (TV)
- 1998 : La Captive (en) (Captive)
- 1999 : The Long March (TV)
- 1999 : Dead Silent
- 2001 : Risque
- 2004 : Brilliant (en)

Comme scénariste
- 1970 : El Assifa
- 1971 : Après-ski
- 1972 : L'Apparition

Comme producteur
- 1970 : El Assifa
- 2004 : Brilliant